# Axel Frische
Anders "Axel" Christian Frische (født 15. marts 1877 i Tjele Sogn, død 2. februar 1956 i København) var en dansk skuspiller, instruktør og manuskriptforfatter, der fra 1908 og en del år frem blev engageret til Folketeatret og senere – fra 1924-1926 – blev teatrets direktør. 1915-1922 var han direktør for Sønderbros Teater, meddirektør for Nørrebros Teater 1928-1931 og direktør for Det ny Teater 1937-1939. Han var far til skuespillerinden Grete Frische, som – præcis som faderen – blev en anerkendt instruktør og manuskriptforfatter. Han var medforfatter til bl.a. Rasmines bryllup (1935), Min kone er husar (1935), Sjette trækning (1936) og Ebberød Bank (1943).

## Filmografi (i udvalg)
- Odds 777 – 1932
- Den kloge mand (1937) – 1937
- Den mandlige husassistent – 1938
- Blaavand melder storm – 1938
- Familien Olsen – 1940
- Niels Pind og hans dreng – 1941
- Kriminalassistent Bloch – 1943
- Brevet fra afdøde – 1946
- Røverne fra Rold – 1947
- Mosekongen – 1950